# Skowronki na uwięzi
Skowronki na uwięzi (czes. Skřivánci na niti) – czechosłowacki film reżysera Jiřego Menzla z roku 1969, zrealizowany na podstawie prozy Bohumila Hrabala.
Akcja filmu, który opowiada o grupie przymusowych robotników pracujących na złomowisku przy hucie w Kladnie, toczy się w okresie stalinowskim, w latach pięćdziesiątych XX wieku. Skazani na te roboty (m.in. profesor filozofii, muzyk, prokurator, przedsiębiorca, fryzjer) zostali fizycznymi robotnikami za niewłaściwe poglądy i pochodzenie klasowe w komunistycznej Czechosłowacji.
Film nakręcono w 1969, ale z miejsca trafił na półki i premiera odbyła się dopiero w 1990, po upadku komunizmu. W Berlinie otrzymał nagrodę Złotego Niedźwiedzia.